# Лембет
Лембет (грч. Σταυρούπολη Ставруполи) је градско насеље и четврто по величини предграђе града Солуна. Лембет припада округа Солун у оквиру периферије Средишња Македонија, где је управно седиште општине Павлос Мелас.

## Положај
Лембет се налази северно од управних граница општине Солун. Удаљеност између средишта ова два насеља је 4 км.

## Становништво
Према бугарском географу и историчару, Василу Канчову, у Лембету је 1900. године живело 42 Словена хришћана. После 1922. године насељавају се грчке избегличке породице, тако је на попису из 1928. године било 1.310 житеља. Због близине Солуна насеље се брзо развија, те је 1991. године имало 37.596 становника.
Кретање броја становника по пописима:
| 1991.  | 2001.  | 2021.  |
| ------ | ------ | ------ |
| 37.596 | 41.653 | 45.891 |